# 고영준 (축구 선수)
고영준(高映埈, 2001년 7월 9일~)은 대한민국의 남자 축구 선수로 현재 폴란드 엑스트라클라사의 구르니크 자브제에서 미드필더로 활동 중이며 2022년 아시안 게임 금메달리스트이다.

## 구단 경력

### 포항 스틸러스
2020 시즌을 앞두고 포항 스틸러스에 우선지명되면서 프로 커리어를 시작한 이후 2020년 5월 30일에 치러진 인천 유나이티드와의 2020년 K리그1 4라운드 경기에서 프로 데뷔전을 치렀고 2020년 8월 8일에 치러진 광주 FC와의 리그 15라운드 경기에서는 프로 데뷔골을 기록하는 등 데뷔 시즌인 2020 시즌 총 10경기에 출전해 2골 1도움을 기록하며 리그 3위, 2020년 FA컵 준결승 진출에 기여했다.
이듬해인 2021 시즌에서는 리그 32경기 3골을 포함해 공식전 43경기 3골을 기록하며 2021년 AFC 챔피언스리그 준우승에 공헌하는 활약을 선보였고 2022 시즌에서는 공식전 38경기 10개의 공격포인트(6골 4어시스트)를 기록하며 2022년 K리그1 3위에 기여했으며 2023 시즌에서는 33경기 13개의 공격포인트(9골 4어시스트)를 올리는 맹활약을 펼치며 2023년 K리그1 준우승, 2023년 FA컵 우승 등에 이바지했다.

### FK 파르티잔
2023 시즌을 마친 후 2024년 1월 23일 계약 기간 3년 6개월, 약 18억원의 이적료에 세르비아 수페르리가의 명문이자 황인범의 소속팀 츠르베나 즈베즈다의 최대 라이벌인 FK 파르티잔 공식 입단을 확정지었고 이를 통해 2022년 아시안 게임으로 병역 특례를 받은 비유럽팀 소속 선수들 가운데 최초로 유럽 진출에 성공한 선수가 되었다.

## 국가대표팀 경력

### 대한민국 A대표팀
2022년 EAFF E-1 풋볼 챔피언십을 앞두고 파울루 벤투 감독이 이끌던 대한민국 A대표팀에 선발되어 2022년 7월 20일에 치러진 중국과의 1차전 경기에서 권창훈과 교체 투입되면서 국가대표팀 소속으로 국제 A매치 데뷔전을 치렀으며 이 경기에서 팀의 3번째 골을 어시스트하는 활약으로 3-0 완승을 이끌었다.

### 대한민국 U-23
2023년 9월에 열린 2022년 아시안 게임에 출전하여 바레인과의 E조 조별리그 최종전에서 아시안 게임 데뷔골을 터뜨리는 등 U-23 대표팀의 주전 미드필더로 맹활약을 펼치며 대한민국의 아시안 게임 통산 6번째 금메달이자 대회 3연패라는 전무후무한 대기록 달성에 기여했으며 이 대회 금메달로 병역 특례를 받게 되었다.

## 대회 성적

### 클럽
포항 스틸러스
- K리그1 : 준우승 (2023), 3위 (2020, 2022)
- 코리아컵 : 우승 (2023), 4강 (2020)
- AFC 챔피언스리그 엘리트 : 준우승 (2021)

 FK 파르티잔
- 세르비아 수페르리가 : 준우승 (2023-24, 2024-25)
- 세르비아컵 : 4강 (2023-24)

### 국가대표팀
대한민국 U-23
- 아시안 게임 : 금메달 (2022)

 대한민국
- EAFF E-1 풋볼 챔피언십 : 준우승 (2022)